# Frank Sinatra/Auszeichnungen für Musikverkäufe

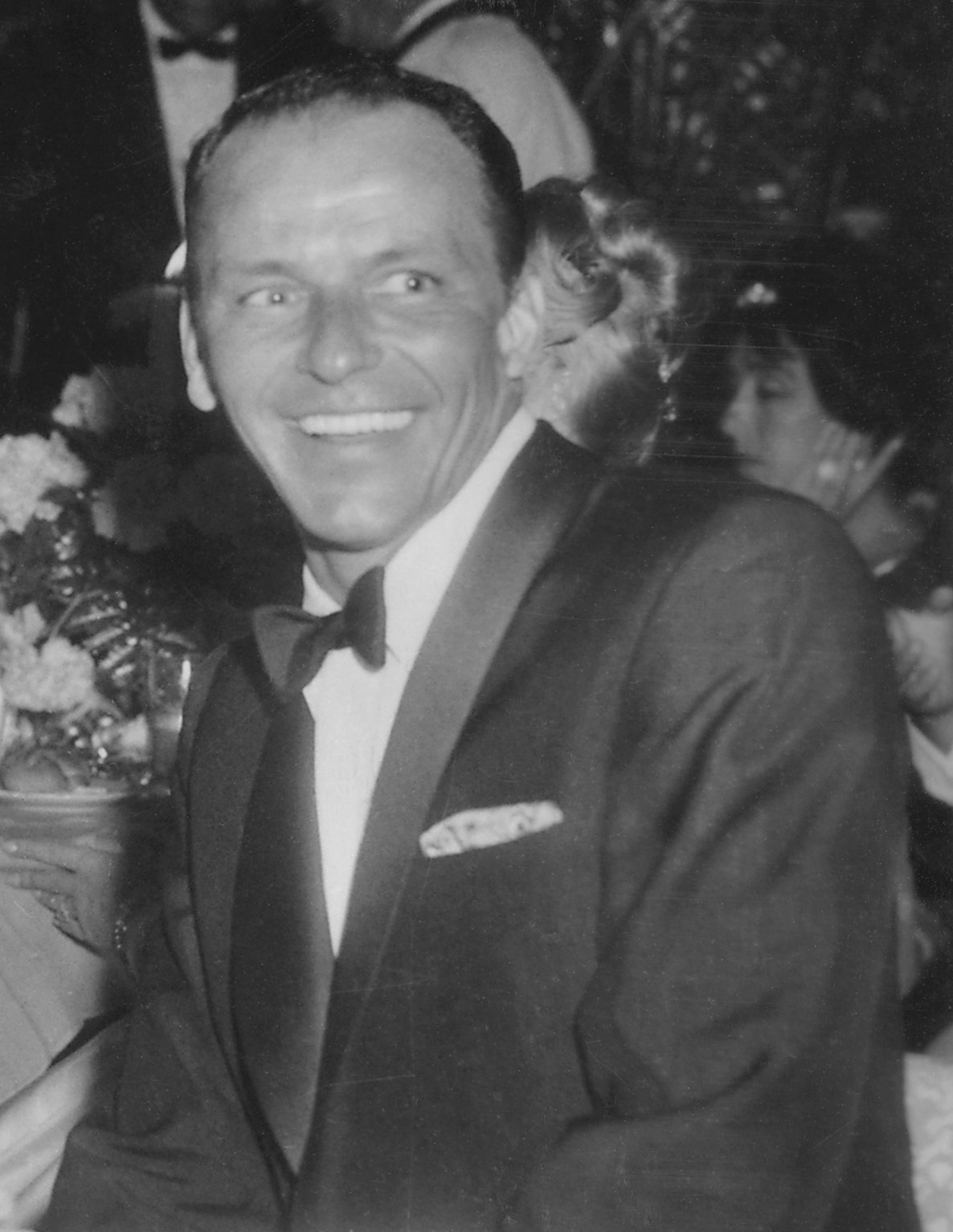
Frank Sinatra (1960)

Dies ist eine Übersicht über die Auszeichnungen für Musikverkäufe des US-amerikanischen Sängers Frank Sinatra. Die Auszeichnungen finden sich nach ihrer Art (Gold, Platin usw.), nach Staaten getrennt in chronologischer Reihenfolge, geordnet sowie nach den Tonträgern selbst, ebenfalls in chronologischer Reihenfolge, getrennt nach Medium (Alben, Singles usw.), wieder.

## Auszeichnungen
| - Vereinigtes Königreich - 1976: für das Album The Best of Ol’ Blue Eyes - 1976: für das Album Some Nice Things I’ve Missed - 1976: für das Album The Main Event - 1976: für das Album The Reprise Years - 2004: für das Album The Platinum Collection - 2004: für das Album The Christmas Collection - 2005: für das Album Sinatra at the Sands - 2013: für das Album Duets II - 2013: für das Album Sinatra 80th – All The Best - 2013: für das Album The Collection - 2017: für das Album The Frank Sinatra Collection - 2019: für die Single Come Fly With Me - 2021: für die Single I’ve Got You Under My Skin - 2022: für die Single Jingle Bells - 2023: für die Single The Way You Look Tonight - 2024: für die Single Strangers in the Night - 2024: für das Album In The Wee Small Hours - Argentinien - 1993: für das Album La Voz en Argentina - 1997: für das Album My Way – The Best of Frank Sinatra - 2002: für das Album Romance - Australien - 2002: für das Album Romance - Brasilien - 2002: für das Album New York New York (His Greatest Hits) (Re-Release 2002) - 2004: für das Videoalbum Live in Japan - Dänemark - 2021: für die Single Fly Me to the Moon - 2024: für das Album A Jolly Christmas From Frank Sinatra - Deutschland - 19??: für die Single Strangers in the Night - 2007: für das Album My Way – The Best of Frank Sinatra - 2023: für die Single My Way - 2025: für die Single Jingle Bells - Griechenland - 2006: für das Album My Way – The Best of Frank Sinatra - 2022: für die Single Let It Snow! Let It Snow! Let It Snow! - Irland - 2011: für das Album Sinatra: Best Of The Best - 2013: für das Album Duets - Italien - 2016: für das Album Nothing But The Best - 2020: für die Single Jingle Bells - 2021: für die Single Fly Me to the Moon - 2024: für die Single That’s Life - 2024: für die Single Somethin’ Stupid - Kanada - 2004: für das Album Romance - Neuseeland - 1995: für das Album Duets II - 2008: für das Album Nothing But The Best - Österreich - 1995: für das Album Duets - Polen - 1986: für das Album The Frank Sinatra Collection - Portugal - 2007: für das Album Romance - 2021: für die Single Let It Snow! Let It Snow! Let It Snow! - Schweden - 1995: für das Album Duets - Spanien - 1994: für das Album Duets II - 1999: für das Album Las 14 Grandes - 1999: für das Album The Reprise Collection - 2001: für das Album Frank Sinatra’s Greatest Hits - 2024: für die Single Let It Snow! Let It Snow! Let It Snow! - 2024: für die Single My Way - 2024: für die Single That’s Life - Vereinigte Staaten - 1961: für das Album Come Dance With Me - 1962: für das Album Songs For Swingin’ Lovers - 1962: für das Album Frank Sinatra Sings For Only The Lonely - 1962: für das Album Nice ’n’ Easy - 1962: für das Album This is Sinatra - 1965: für das Album Sinatra’s Sinatra - 1966: für das Album September of My Years - 1967: für das Album That’s Life - 1967: für die Single Somethin’ Stupid - 1967: für das Album Sinatra at the Sands - 1969: für das Album Cycles - 1970: für das Album My Way - 1976: für das Album Ol’ Blue Eyes is Back - 1981: für das Album Trilogy - 1992: für das Album The Capitol Years - 1992: für das Album The Reprise Collection - 1998: für das Album Capitol Collector Series - 1998: für das Album The Main Event - 1999: für das Album The Very Best of Frank Sinatra - 2002: für das Album Come Fly With Me - 2002: für das Album In The Wee Small Hours - 2003: für das Album The Best of Capitol Years - 2003: für das Album Sinatra 80th – Live in Concert - 2003: für das Album Greatest Love Songs - 2008: für das Album Nothing But The Best - Vereinigtes Königreich - 1974: für das Album Ol’ Blue Eyes is Back - 1978: für das Album 20 Golden Greats - 2001: für das Album Classic Sinatra - 2002: für das Album A Fine Romance – The Love Songs of Frank Sinatra - 2005: für das Album 20 Classic Tracks - 2012: für das Album Sinatra: Best Of The Best - 2013: für das Album 20 of The Best - 2013: für das Album My Kind of Music - 2013: für das Album Nothing But The Best - 2013: für das Album Songs For Swingin’ Lovers - 2013: für das Album Swing Easy - 2013: für das Album The Christmas Album - 2013: für das Videoalbum Judy, Frank & Dean - 2013: für das Videoalbum Legends in Concert - 2024: für die Single Theme from New York, New York - 2025: für die Single Somethin’ Stupid | - Frankreich - 1990: für das Album Les Plus Beaux Succès - 1993: für das Album Les Plus Belles Chansons - Argentinien - 1993: für das Album New York New York (His Greatest Hits) - 1993: für das Album Duets - 2003: für das Videoalbum Sinatra – The Main Event - Australien - 2021: für die Single Let It Snow! Let It Snow! Let It Snow! - Belgien - 2007: für das Album My Way – The Best of Frank Sinatra - Brasilien - 1998: für das Album New York New York (His Greatest Hits) - Dänemark - 2023: für die Single Let It Snow! Let It Snow! Let It Snow! - Italien - 1986: für das Album Le Pia’ Belle Caneoni - 2023: für die Single Santa Claus Is Coming to Town - 2023: für die Single Let It Snow! Let It Snow! Let It Snow! - 2024: für die Single My Way - Kanada - 1994: für das Album Duets II - Neuseeland - 2022: für die Single Let It Snow! Let It Snow! Let It Snow! - 2022: für die Single Fly Me to the Moon - Österreich - 2002: für das Album My Way – The Best of Frank Sinatra - Portugal - 1987: für das Album The Frank Sinatra Collection - Schweden - 1998: für das Album My Way – The Best of Frank Sinatra - Schweiz - 1994: für das Album New York New York (His Greatest Hits) - Spanien - 1994: für das Album Duets - 2024: für die Single Fly Me to the Moon - 2025: für die Single Somethin’ Stupid - Vereinigte Staaten - 1986: für das Videoalbum Frank Sinatra: Portrait of an Album - 1989: für das Album Strangers in the Night - 1991: für das Videoalbum Reprise Collection: A Man and His Music - 1994: für das Album The Sinatra Christmas Album - 1995: für das Album Duets II - 1998: für das Album Frank Sinatra’s Greatest Hits – Vol. II - 1999: für das Album A Man & His Music - 2003: für das Album A Jolly Christmas From Frank Sinatra - Vereinigtes Königreich - 1977: für das Album Portrait of Sinatra - 1992: für das Album New York New York (His Greatest Hits) - 1994: für das Album Duets - 2022: für die Single My Way - 2022: für die Single Let It Snow! Let It Snow! Let It Snow! - 2023: für die Single Fly Me to the Moon - 2023: für das Album Ultimate Sinatra - 2024: für die Single Have Yourself A Merry Little Christmas - 2025: für die Single That’s Life | - Deutschland - 2007: für das Album New York New York (His Greatest Hits) - Australien - 1994: für das Album Duets - Kanada - 1994: für das Album Duets - Neuseeland - 1994: für das Album Duets - Polen - 2017: für das Album Empik Jazz Club: Frank Sinatra - Spanien - 2001: für das Album My Way – The Best of Frank Sinatra - Vereinigte Staaten - 1998: für das Album Frank Sinatra’s Greatest Hits - 1998: für das Album The Very Good Years - 2008: für das Album Classic Sinatra - Deutschland - 2024: für das Album Ultimate Sinatra: The Centennial Collection (German Jazz Award) - Australien - 2006: für das Album My Way – The Best of Frank Sinatra - Europa - 2002: für das Album My Way – The Best of Frank Sinatra - Kanada - 2004: für das Album My Way – The Best of Frank Sinatra - Vereinigte Staaten - 1995: für das Album Duets - Vereinigtes Königreich - 2013: für das Videoalbum My Way - Neuseeland - 1998: für das Album My Way – The Best of Frank Sinatra - Vereinigtes Königreich - 2003: für das Album My Way – The Best of Frank Sinatra |

## Auszeichnungen nach Alben

### In the Wee Small Hours
| Land/Region                  | Auszeichnungen für Musikverkäufe (Land/Region, Auszeichnung, Verkäufe) | Verkäufe |
| ---------------------------- | ---------------------------------------------------------------------- | -------- |
| Vereinigte Staaten (RIAA)    | Gold                                                                   | 500.000  |
| Vereinigtes Königreich (BPI) | Silber                                                                 | 60.000   |
| Insgesamt                    | 1× Silber · 1× Gold ·                                                  | 560.000  |

### Songs for Swingin’ Lovers
| Land/Region                  | Auszeichnungen für Musikverkäufe (Land/Region, Auszeichnung, Verkäufe) | Verkäufe |
| ---------------------------- | ---------------------------------------------------------------------- | -------- |
| Vereinigte Staaten (RIAA)    | Gold                                                                   | 500.000  |
| Vereinigtes Königreich (BPI) | Gold                                                                   | 100.000  |
| Insgesamt                    | 2× Gold ·                                                              | 600.000  |

### This is Sinatra
| Land/Region               | Auszeichnungen für Musikverkäufe (Land/Region, Auszeichnung, Verkäufe) | Verkäufe |
| ------------------------- | ---------------------------------------------------------------------- | -------- |
| Vereinigte Staaten (RIAA) | Gold                                                                   | 500.000  |
| Insgesamt                 | 1× Gold ·                                                              | 500.000  |

### A Jolly Christmas from Frank Sinatra
| Land/Region               | Auszeichnungen für Musikverkäufe (Land/Region, Auszeichnung, Verkäufe) | Verkäufe  |
| ------------------------- | ---------------------------------------------------------------------- | --------- |
| Dänemark (IFPI)           | Gold                                                                   | 10.000    |
| Vereinigte Staaten (RIAA) | Platin                                                                 | 1.000.000 |
| Insgesamt                 | 1× Gold · 1× Platin ·                                                  | 1.010.000 |

### Come Fly with Me
| Land/Region               | Auszeichnungen für Musikverkäufe (Land/Region, Auszeichnung, Verkäufe) | Verkäufe |
| ------------------------- | ---------------------------------------------------------------------- | -------- |
| Vereinigte Staaten (RIAA) | Gold                                                                   | 500.000  |
| Insgesamt                 | 1× Gold ·                                                              | 500.000  |

### Frank Sinatra Sings For Only The Lonely
| Land/Region               | Auszeichnungen für Musikverkäufe (Land/Region, Auszeichnung, Verkäufe) | Verkäufe |
| ------------------------- | ---------------------------------------------------------------------- | -------- |
| Vereinigte Staaten (RIAA) | Gold                                                                   | 500.000  |
| Insgesamt                 | 1× Gold ·                                                              | 500.000  |

### Come Dance with Me
| Land/Region               | Auszeichnungen für Musikverkäufe (Land/Region, Auszeichnung, Verkäufe) | Verkäufe |
| ------------------------- | ---------------------------------------------------------------------- | -------- |
| Vereinigte Staaten (RIAA) | Gold                                                                   | 500.000  |
| Insgesamt                 | 1× Gold ·                                                              | 500.000  |

### Nice ’n’ Easy
| Land/Region               | Auszeichnungen für Musikverkäufe (Land/Region, Auszeichnung, Verkäufe) | Verkäufe |
| ------------------------- | ---------------------------------------------------------------------- | -------- |
| Vereinigte Staaten (RIAA) | Gold                                                                   | 500.000  |
| Insgesamt                 | 1× Gold ·                                                              | 500.000  |

### Sinatra’s Sinatra
| Land/Region               | Auszeichnungen für Musikverkäufe (Land/Region, Auszeichnung, Verkäufe) | Verkäufe |
| ------------------------- | ---------------------------------------------------------------------- | -------- |
| Vereinigte Staaten (RIAA) | Gold                                                                   | 500.000  |
| Insgesamt                 | 1× Gold ·                                                              | 500.000  |

### September of My Years
| Land/Region               | Auszeichnungen für Musikverkäufe (Land/Region, Auszeichnung, Verkäufe) | Verkäufe |
| ------------------------- | ---------------------------------------------------------------------- | -------- |
| Vereinigte Staaten (RIAA) | Gold                                                                   | 500.000  |
| Insgesamt                 | 1× Gold ·                                                              | 500.000  |

### A Man & His Music
| Land/Region               | Auszeichnungen für Musikverkäufe (Land/Region, Auszeichnung, Verkäufe) | Verkäufe  |
| ------------------------- | ---------------------------------------------------------------------- | --------- |
| Vereinigte Staaten (RIAA) | Platin                                                                 | 1.000.000 |
| Insgesamt                 | 1× Platin ·                                                            | 1.000.000 |

### Strangers in the Night
| Land/Region               | Auszeichnungen für Musikverkäufe (Land/Region, Auszeichnung, Verkäufe) | Verkäufe  |
| ------------------------- | ---------------------------------------------------------------------- | --------- |
| Vereinigte Staaten (RIAA) | Platin                                                                 | 1.000.000 |
| Insgesamt                 | 1× Platin ·                                                            | 1.000.000 |

### That’s Life
| Land/Region               | Auszeichnungen für Musikverkäufe (Land/Region, Auszeichnung, Verkäufe) | Verkäufe |
| ------------------------- | ---------------------------------------------------------------------- | -------- |
| Vereinigte Staaten (RIAA) | Gold                                                                   | 500.000  |
| Insgesamt                 | 1× Gold ·                                                              | 500.000  |

### Sinatra at the Sands
| Land/Region                  | Auszeichnungen für Musikverkäufe (Land/Region, Auszeichnung, Verkäufe) | Verkäufe |
| ---------------------------- | ---------------------------------------------------------------------- | -------- |
| Vereinigte Staaten (RIAA)    | Gold                                                                   | 500.000  |
| Vereinigtes Königreich (BPI) | Silber                                                                 | 60.000   |
| Insgesamt                    | 1× Silber · 1× Gold ·                                                  | 560.000  |

### Cycles
| Land/Region               | Auszeichnungen für Musikverkäufe (Land/Region, Auszeichnung, Verkäufe) | Verkäufe |
| ------------------------- | ---------------------------------------------------------------------- | -------- |
| Vereinigte Staaten (RIAA) | Gold                                                                   | 500.000  |
| Insgesamt                 | 1× Gold ·                                                              | 500.000  |

### Frank Sinatra’s Greatest Hits
| Land/Region               | Auszeichnungen für Musikverkäufe (Land/Region, Auszeichnung, Verkäufe) | Verkäufe  |
| ------------------------- | ---------------------------------------------------------------------- | --------- |
| Spanien (Promusicae)      | Gold                                                                   | 50.000    |
| Vereinigte Staaten (RIAA) | 2× Platin                                                              | 2.000.000 |
| Insgesamt                 | 1× Gold · 2× Platin ·                                                  | 2.050.000 |

### My Way
| Land/Region               | Auszeichnungen für Musikverkäufe (Land/Region, Auszeichnung, Verkäufe) | Verkäufe |
| ------------------------- | ---------------------------------------------------------------------- | -------- |
| Vereinigte Staaten (RIAA) | Gold                                                                   | 500.000  |
| Insgesamt                 | 1× Gold ·                                                              | 500.000  |

### Frank Sinatra’s Greatest Hits – Vol. II
| Land/Region               | Auszeichnungen für Musikverkäufe (Land/Region, Auszeichnung, Verkäufe) | Verkäufe  |
| ------------------------- | ---------------------------------------------------------------------- | --------- |
| Vereinigte Staaten (RIAA) | Platin                                                                 | 1.000.000 |
| Insgesamt                 | 1× Platin ·                                                            | 1.000.000 |

### The Best of Ol’ Blue Eyes
| Land/Region                  | Auszeichnungen für Musikverkäufe (Land/Region, Auszeichnung, Verkäufe) | Verkäufe |
| ---------------------------- | ---------------------------------------------------------------------- | -------- |
| Vereinigtes Königreich (BPI) | Silber                                                                 | 60.000   |
| Insgesamt                    | 1× Silber ·                                                            | 60.000   |

### Ol’ Blue Eyes is Back
| Land/Region                  | Auszeichnungen für Musikverkäufe (Land/Region, Auszeichnung, Verkäufe) | Verkäufe |
| ---------------------------- | ---------------------------------------------------------------------- | -------- |
| Vereinigtes Königreich (BPI) | Gold                                                                   | 100.000  |
| Insgesamt                    | 1× Gold ·                                                              | 100.000  |

### Some Nice Things I’ve Missed
| Land/Region                  | Auszeichnungen für Musikverkäufe (Land/Region, Auszeichnung, Verkäufe) | Verkäufe |
| ---------------------------- | ---------------------------------------------------------------------- | -------- |
| Vereinigtes Königreich (BPI) | Silber                                                                 | 60.000   |
| Insgesamt                    | 1× Silber ·                                                            | 60.000   |

### The Main Event
| Land/Region                  | Auszeichnungen für Musikverkäufe (Land/Region, Auszeichnung, Verkäufe) | Verkäufe |
| ---------------------------- | ---------------------------------------------------------------------- | -------- |
| Vereinigte Staaten (RIAA)    | Gold                                                                   | 500.000  |
| Vereinigtes Königreich (BPI) | Silber                                                                 | 60.000   |
| Insgesamt                    | 1× Silber · 1× Gold ·                                                  | 560.000  |

### The Reprise Years
| Land/Region                  | Auszeichnungen für Musikverkäufe (Land/Region, Auszeichnung, Verkäufe) | Verkäufe |
| ---------------------------- | ---------------------------------------------------------------------- | -------- |
| Vereinigtes Königreich (BPI) | Silber                                                                 | 60.000   |
| Insgesamt                    | 1× Silber ·                                                            | 60.000   |

### Portrait of Sinatra
| Land/Region                  | Auszeichnungen für Musikverkäufe (Land/Region, Auszeichnung, Verkäufe) | Verkäufe |
| ---------------------------- | ---------------------------------------------------------------------- | -------- |
| Vereinigtes Königreich (BPI) | Platin                                                                 | 300.000  |
| Insgesamt                    | 1× Platin ·                                                            | 300.000  |

### New York New York (His Greatest Hits) / Les Plus Beaux Succès / Le Pia’ Belle Caneoni
| Land/Region                  | Auszeichnungen für Musikverkäufe (Land/Region, Auszeichnung, Verkäufe) | Verkäufe  |
| ---------------------------- | ---------------------------------------------------------------------- | --------- |
| Argentinien (CAPIF)          | Platin                                                                 | 60.000    |
| Brasilien (PMB)              | Platin · + Gold (Re-Release 2002)                                      | 300.000   |
| Deutschland (BVMI)           | 3× Gold                                                                | 750.000   |
| Frankreich (SNEP)            | 2× Gold                                                                | 200.000   |
| Italien (FIMI)               | Platin                                                                 | 500.000   |
| Schweiz (IFPI)               | Platin                                                                 | 50.000    |
| Vereinigtes Königreich (BPI) | Platin                                                                 | 300.000   |
| Insgesamt                    | 4× Gold · 6× Platin ·                                                  | 2.160.000 |

### Las 14 Grandes
| Land/Region          | Auszeichnungen für Musikverkäufe (Land/Region, Auszeichnung, Verkäufe) | Verkäufe |
| -------------------- | ---------------------------------------------------------------------- | -------- |
| Spanien (Promusicae) | Gold                                                                   | 50.000   |
| Insgesamt            | 1× Gold ·                                                              | 50.000   |

### 20 Golden Greats
| Land/Region                  | Auszeichnungen für Musikverkäufe (Land/Region, Auszeichnung, Verkäufe) | Verkäufe |
| ---------------------------- | ---------------------------------------------------------------------- | -------- |
| Vereinigtes Königreich (BPI) | Gold                                                                   | 100.000  |
| Insgesamt                    | 1× Gold ·                                                              | 100.000  |

### Trilogy
| Land/Region               | Auszeichnungen für Musikverkäufe (Land/Region, Auszeichnung, Verkäufe) | Verkäufe |
| ------------------------- | ---------------------------------------------------------------------- | -------- |
| Vereinigte Staaten (RIAA) | Gold                                                                   | 500.000  |
| Insgesamt                 | 1× Gold ·                                                              | 500.000  |

### Capitol Collector Series
| Land/Region               | Auszeichnungen für Musikverkäufe (Land/Region, Auszeichnung, Verkäufe) | Verkäufe |
| ------------------------- | ---------------------------------------------------------------------- | -------- |
| Vereinigte Staaten (RIAA) | Gold                                                                   | 500.000  |
| Insgesamt                 | 1× Gold ·                                                              | 500.000  |

### The Capitol Years
| Land/Region               | Auszeichnungen für Musikverkäufe (Land/Region, Auszeichnung, Verkäufe) | Verkäufe |
| ------------------------- | ---------------------------------------------------------------------- | -------- |
| Vereinigte Staaten (RIAA) | Gold                                                                   | 500.000  |
| Insgesamt                 | 1× Gold ·                                                              | 500.000  |

### 20 Classic Tracks / 20 of The Best
| Land/Region                  | Auszeichnungen für Musikverkäufe (Land/Region, Auszeichnung, Verkäufe) | Verkäufe |
| ---------------------------- | ---------------------------------------------------------------------- | -------- |
| Vereinigtes Königreich (BPI) | Gold (20 Classic Tracks) · + Gold (20 of The Best)                     | 200.000  |
| Insgesamt                    | 2× Gold ·                                                              | 200.000  |

### The Best of Capitol Years
| Land/Region               | Auszeichnungen für Musikverkäufe (Land/Region, Auszeichnung, Verkäufe) | Verkäufe |
| ------------------------- | ---------------------------------------------------------------------- | -------- |
| Vereinigte Staaten (RIAA) | Gold                                                                   | 500.000  |
| Insgesamt                 | 1× Gold ·                                                              | 500.000  |

### The Frank Sinatra Collection
| Land/Region                  | Auszeichnungen für Musikverkäufe (Land/Region, Auszeichnung, Verkäufe) | Verkäufe |
| ---------------------------- | ---------------------------------------------------------------------- | -------- |
| Portugal (AFP)               | Platin                                                                 | 40.000   |
| Polen (ZPAV)                 | Gold                                                                   | 30.000   |
| Vereinigtes Königreich (BPI) | Silber                                                                 | 60.000   |
| Insgesamt                    | 1× Silber · 1× Gold · 1× Platin ·                                      | 130.000  |

### The Reprise Collection
| Land/Region               | Auszeichnungen für Musikverkäufe (Land/Region, Auszeichnung, Verkäufe) | Verkäufe |
| ------------------------- | ---------------------------------------------------------------------- | -------- |
| Spanien (Promusicae)      | Gold                                                                   | 50.000   |
| Vereinigte Staaten (RIAA) | Gold                                                                   | 500.000  |
| Insgesamt                 | 2× Gold ·                                                              | 550.000  |

### The Very Good Years
| Land/Region               | Auszeichnungen für Musikverkäufe (Land/Region, Auszeichnung, Verkäufe) | Verkäufe  |
| ------------------------- | ---------------------------------------------------------------------- | --------- |
| Vereinigte Staaten (RIAA) | 2× Platin                                                              | 2.000.000 |
| Insgesamt                 | 2× Platin ·                                                            | 2.000.000 |

### Swing Easy
| Land/Region                  | Auszeichnungen für Musikverkäufe (Land/Region, Auszeichnung, Verkäufe) | Verkäufe |
| ---------------------------- | ---------------------------------------------------------------------- | -------- |
| Vereinigtes Königreich (BPI) | Gold                                                                   | 100.000  |
| Insgesamt                    | 1× Gold ·                                                              | 100.000  |

### La Voz en Argentina
| Land/Region         | Auszeichnungen für Musikverkäufe (Land/Region, Auszeichnung, Verkäufe) | Verkäufe |
| ------------------- | ---------------------------------------------------------------------- | -------- |
| Argentinien (CAPIF) | Gold                                                                   | 30.000   |
| Insgesamt           | 1× Gold ·                                                              | 30.000   |

### Duets
| Land/Region                  | Auszeichnungen für Musikverkäufe (Land/Region, Auszeichnung, Verkäufe) | Verkäufe  |
| ---------------------------- | ---------------------------------------------------------------------- | --------- |
| Argentinien (CAPIF)          | Platin                                                                 | 60.000    |
| Australien (ARIA)            | 2× Platin                                                              | 140.000   |
| Irland (IRMA)                | Gold                                                                   | 7.500     |
| Kanada (MC)                  | 2× Platin                                                              | 200.000   |
| Neuseeland (RMNZ)            | 2× Platin                                                              | 30.000    |
| Österreich (IFPI)            | Gold                                                                   | 25.000    |
| Schweden (IFPI)              | Gold                                                                   | 50.000    |
| Spanien (Promusicae)         | Platin                                                                 | 100.000   |
| Vereinigte Staaten (RIAA)    | 3× Platin                                                              | 3.000.000 |
| Vereinigtes Königreich (BPI) | Platin                                                                 | 300.000   |
| Insgesamt                    | 3× Gold · 12× Platin ·                                                 | 3.922.500 |

### Duets II
| Land/Region                  | Auszeichnungen für Musikverkäufe (Land/Region, Auszeichnung, Verkäufe) | Verkäufe  |
| ---------------------------- | ---------------------------------------------------------------------- | --------- |
| Kanada (MC)                  | Platin                                                                 | 100.000   |
| Neuseeland (RMNZ)            | Gold                                                                   | 7.500     |
| Spanien (Promusicae)         | Gold                                                                   | 50.000    |
| Vereinigte Staaten (RIAA)    | Platin                                                                 | 1.000.000 |
| Vereinigtes Königreich (BPI) | Silber                                                                 | 60.000    |
| Insgesamt                    | 1× Silber · 2× Gold · 2× Platin ·                                      | 1.227.500 |

### The Sinatra Christmas Album
| Land/Region               | Auszeichnungen für Musikverkäufe (Land/Region, Auszeichnung, Verkäufe) | Verkäufe  |
| ------------------------- | ---------------------------------------------------------------------- | --------- |
| Vereinigte Staaten (RIAA) | Platin                                                                 | 1.000.000 |
| Insgesamt                 | 1× Platin ·                                                            | 1.000.000 |

### Sinatra 80th – Live in Concert
| Land/Region                  | Auszeichnungen für Musikverkäufe (Land/Region, Auszeichnung, Verkäufe) | Verkäufe |
| ---------------------------- | ---------------------------------------------------------------------- | -------- |
| Vereinigte Staaten (RIAA)    | Gold                                                                   | 500.000  |
| Vereinigtes Königreich (BPI) | Silber                                                                 | 60.000   |
| Insgesamt                    | 1× Silber · 1× Gold ·                                                  | 560.000  |

### My Way – The Best of Frank Sinatra
| Land/Region                  | Auszeichnungen für Musikverkäufe (Land/Region, Auszeichnung, Verkäufe) | Verkäufe    |
| ---------------------------- | ---------------------------------------------------------------------- | ----------- |
| Argentinien (CAPIF)          | Gold                                                                   | 30.000      |
| Australien (ARIA)            | 3× Platin                                                              | 210.000     |
| Belgien (BRMA)               | Platin                                                                 | (50.000)    |
| Deutschland (BVMI)           | Gold                                                                   | (250.000)   |
| Europa (IFPI)                | 3× Platin                                                              | 3.000.000   |
| Griechenland (IFPI)          | Gold                                                                   | (10.000)    |
| Kanada (MC)                  | 3× Platin                                                              | 300.000     |
| Neuseeland (RMNZ)            | 4× Platin                                                              | 60.000      |
| Österreich (IFPI)            | Platin                                                                 | (50.000)    |
| Schweden (IFPI)              | Platin                                                                 | (100.000)   |
| Spanien (Promusicae)         | 2× Platin                                                              | (200.000)   |
| Vereinigtes Königreich (BPI) | 5× Platin                                                              | (1.500.000) |
| Insgesamt                    | 3× Gold · 22× Platin ·                                                 | 3.600.000   |

### The Very Best of Frank Sinatra
| Land/Region               | Auszeichnungen für Musikverkäufe (Land/Region, Auszeichnung, Verkäufe) | Verkäufe |
| ------------------------- | ---------------------------------------------------------------------- | -------- |
| Vereinigte Staaten (RIAA) | Gold                                                                   | 500.000  |
| Insgesamt                 | 1× Gold ·                                                              | 500.000  |

### Classic Sinatra
| Land/Region                  | Auszeichnungen für Musikverkäufe (Land/Region, Auszeichnung, Verkäufe) | Verkäufe  |
| ---------------------------- | ---------------------------------------------------------------------- | --------- |
| Vereinigte Staaten (RIAA)    | 2× Platin                                                              | 2.000.000 |
| Vereinigtes Königreich (BPI) | Gold                                                                   | 100.000   |
| Insgesamt                    | 1× Gold · 2× Platin ·                                                  | 2.100.000 |

### Romance / A Fine Romance – The Love Songs of Frank Sinatra
| Land/Region                  | Auszeichnungen für Musikverkäufe (Land/Region, Auszeichnung, Verkäufe) | Verkäufe |
| ---------------------------- | ---------------------------------------------------------------------- | -------- |
| Argentinien (CAPIF)          | Gold                                                                   | 20.000   |
| Australien (ARIA)            | Gold                                                                   | 35.000   |
| Kanada (MC)                  | Gold                                                                   | 50.000   |
| Portugal (AFP)               | Gold                                                                   | 10.000   |
| Vereinigtes Königreich (BPI) | Gold                                                                   | 100.000  |
| Insgesamt                    | 5× Gold ·                                                              | 215.000  |

### Greatest Love Songs
| Land/Region               | Auszeichnungen für Musikverkäufe (Land/Region, Auszeichnung, Verkäufe) | Verkäufe |
| ------------------------- | ---------------------------------------------------------------------- | -------- |
| Vereinigte Staaten (RIAA) | Gold                                                                   | 500.000  |
| Insgesamt                 | 1× Gold ·                                                              | 500.000  |

### The Christmas Collection
| Land/Region                  | Auszeichnungen für Musikverkäufe (Land/Region, Auszeichnung, Verkäufe) | Verkäufe |
| ---------------------------- | ---------------------------------------------------------------------- | -------- |
| Vereinigtes Königreich (BPI) | Silber                                                                 | 60.000   |
| Insgesamt                    | 1× Silber ·                                                            | 60.000   |

### The Platinum Collection
| Land/Region                  | Auszeichnungen für Musikverkäufe (Land/Region, Auszeichnung, Verkäufe) | Verkäufe |
| ---------------------------- | ---------------------------------------------------------------------- | -------- |
| Vereinigtes Königreich (BPI) | Silber                                                                 | 60.000   |
| Insgesamt                    | 1× Silber ·                                                            | 60.000   |

### The Christmas Album
| Land/Region                  | Auszeichnungen für Musikverkäufe (Land/Region, Auszeichnung, Verkäufe) | Verkäufe |
| ---------------------------- | ---------------------------------------------------------------------- | -------- |
| Vereinigtes Königreich (BPI) | Gold                                                                   | 100.000  |
| Insgesamt                    | 1× Gold ·                                                              | 100.000  |

### The Collection
| Land/Region                  | Auszeichnungen für Musikverkäufe (Land/Region, Auszeichnung, Verkäufe) | Verkäufe |
| ---------------------------- | ---------------------------------------------------------------------- | -------- |
| Vereinigtes Königreich (BPI) | Silber                                                                 | 60.000   |
| Insgesamt                    | 1× Silber ·                                                            | 60.000   |

### Nothing But The Best
| Land/Region                  | Auszeichnungen für Musikverkäufe (Land/Region, Auszeichnung, Verkäufe) | Verkäufe |
| ---------------------------- | ---------------------------------------------------------------------- | -------- |
| Italien (FIMI)               | Gold                                                                   | 25.000   |
| Neuseeland (RMNZ)            | Gold                                                                   | 7.500    |
| Vereinigte Staaten (RIAA)    | Gold                                                                   | 500.000  |
| Vereinigtes Königreich (BPI) | Gold                                                                   | 100.000  |
| Insgesamt                    | 4× Gold ·                                                              | 632.500  |

### Sinatra: Best Of The Best
| Land/Region                  | Auszeichnungen für Musikverkäufe (Land/Region, Auszeichnung, Verkäufe) | Verkäufe |
| ---------------------------- | ---------------------------------------------------------------------- | -------- |
| Irland (IRMA)                | Gold                                                                   | 7.500    |
| Vereinigtes Königreich (BPI) | Gold                                                                   | 100.000  |
| Insgesamt                    | 2× Gold ·                                                              | 107.500  |

### My Kind of Music
| Land/Region                  | Auszeichnungen für Musikverkäufe (Land/Region, Auszeichnung, Verkäufe) | Verkäufe |
| ---------------------------- | ---------------------------------------------------------------------- | -------- |
| Vereinigtes Königreich (BPI) | Gold                                                                   | 100.000  |
| Insgesamt                    | 1× Gold ·                                                              | 100.000  |

### Ultimate Sinatra
| Land/Region                  | Auszeichnungen für Musikverkäufe (Land/Region, Auszeichnung, Verkäufe) | Verkäufe |
| ---------------------------- | ---------------------------------------------------------------------- | -------- |
| Vereinigtes Königreich (BPI) | Platin                                                                 | 300.000  |
| Insgesamt                    | 1× Platin ·                                                            | 300.000  |

### Ultimate Sinatra: The Centennial Collection
| Land/Region        | Auszeichnungen für Musikverkäufe (Land/Region, Auszeichnung, Verkäufe) | Verkäufe |
| ------------------ | ---------------------------------------------------------------------- | -------- |
| Deutschland (BVMI) | 5× Gold                                                                | 50.000   |
| Insgesamt          | 1× Gold · 2× Platin ·                                                  | 50.000   |

### Empik Jazz Club: Frank Sinatra
| Land/Region  | Auszeichnungen für Musikverkäufe (Land/Region, Auszeichnung, Verkäufe) | Verkäufe |
| ------------ | ---------------------------------------------------------------------- | -------- |
| Polen (ZPAV) | 2× Platin                                                              | 40.000   |
| Insgesamt    | 2× Platin ·                                                            | 40.000   |

## Auszeichnungen nach Singles

### Jingle Bells
| Land/Region                  | Auszeichnungen für Musikverkäufe (Land/Region, Auszeichnung, Verkäufe) | Verkäufe |
| ---------------------------- | ---------------------------------------------------------------------- | -------- |
| Deutschland (BVMI)           | Gold                                                                   | 300.000  |
| Italien (FIMI)               | Gold                                                                   | 35.000   |
| Vereinigtes Königreich (BPI) | Silber                                                                 | 200.000  |
| Insgesamt                    | 1× Silber · 2× Gold ·                                                  | 535.000  |

### Let It Snow! Let It Snow! Let It Snow!
| Land/Region                  | Auszeichnungen für Musikverkäufe (Land/Region, Auszeichnung, Verkäufe) | Verkäufe |
| ---------------------------- | ---------------------------------------------------------------------- | -------- |
| Australien (ARIA)            | Platin                                                                 | 70.000   |
| Dänemark (IFPI)              | Platin                                                                 | 90.000   |
| Griechenland (IFPI)          | Gold                                                                   | 10.000   |
| Italien (FIMI)               | Platin                                                                 | 100.000  |
| Neuseeland (RMNZ)            | Platin                                                                 | 30.000   |
| Portugal (AFP)               | Gold                                                                   | 5.000    |
| Spanien (Promusicae)         | Gold                                                                   | 30.000   |
| Vereinigtes Königreich (BPI) | Platin                                                                 | 600.000  |
| Insgesamt                    | 3× Gold · 5× Platin ·                                                  | 935.000  |

### I’ve Got You Under My Skin
| Land/Region                  | Auszeichnungen für Musikverkäufe (Land/Region, Auszeichnung, Verkäufe) | Verkäufe |
| ---------------------------- | ---------------------------------------------------------------------- | -------- |
| Vereinigtes Königreich (BPI) | Silber                                                                 | 200.000  |
| Insgesamt                    | 1× Silber ·                                                            | 200.000  |

### Have Yourself a Merry Little Christmas
| Land/Region                  | Auszeichnungen für Musikverkäufe (Land/Region, Auszeichnung, Verkäufe) | Verkäufe |
| ---------------------------- | ---------------------------------------------------------------------- | -------- |
| Vereinigtes Königreich (BPI) | Platin                                                                 | 600.000  |
| Insgesamt                    | 1× Platin ·                                                            | 600.000  |

### Strangers in the Night
| Land/Region                  | Auszeichnungen für Musikverkäufe (Land/Region, Auszeichnung, Verkäufe) | Verkäufe |
| ---------------------------- | ---------------------------------------------------------------------- | -------- |
| Deutschland (BVMI)           | Gold                                                                   | 500.000  |
| Vereinigtes Königreich (BPI) | Silber                                                                 | 200.000  |
| Insgesamt                    | 1× Silber · 1× Gold ·                                                  | 700.000  |

### That’s Life
| Land/Region                  | Auszeichnungen für Musikverkäufe (Land/Region, Auszeichnung, Verkäufe) | Verkäufe |
| ---------------------------- | ---------------------------------------------------------------------- | -------- |
| Italien (FIMI)               | Gold                                                                   | 50.000   |
| Spanien (Promusicae)         | Gold                                                                   | 30.000   |
| Vereinigtes Königreich (BPI) | Platin                                                                 | 600.000  |
| Insgesamt                    | 2× Gold · 1× Platin ·                                                  | 680.000  |

### Somethin’ Stupid
| Land/Region                  | Auszeichnungen für Musikverkäufe (Land/Region, Auszeichnung, Verkäufe) | Verkäufe  |
| ---------------------------- | ---------------------------------------------------------------------- | --------- |
| Italien (FIMI)               | Gold                                                                   | 50.000    |
| Spanien (Promusicae)         | Platin                                                                 | 60.000    |
| Vereinigte Staaten (RIAA)    | Gold                                                                   | 1.000.000 |
| Vereinigtes Königreich (BPI) | Gold                                                                   | 400.000   |
| Insgesamt                    | 3× Gold · 1× Platin ·                                                  | 1.510.000 |

### Theme from New York, New York
| Land/Region                  | Auszeichnungen für Musikverkäufe (Land/Region, Auszeichnung, Verkäufe) | Verkäufe |
| ---------------------------- | ---------------------------------------------------------------------- | -------- |
| Vereinigtes Königreich (BPI) | Gold                                                                   | 400.000  |
| Insgesamt                    | 1× Gold ·                                                              | 400.000  |

### My Way
| Land/Region                  | Auszeichnungen für Musikverkäufe (Land/Region, Auszeichnung, Verkäufe) | Verkäufe |
| ---------------------------- | ---------------------------------------------------------------------- | -------- |
| Deutschland (BVMI)           | Gold                                                                   | 250.000  |
| Italien (FIMI)               | Platin                                                                 | 100.000  |
| Spanien (Promusicae)         | Gold                                                                   | 30.000   |
| Vereinigtes Königreich (BPI) | Platin                                                                 | 600.000  |
| Insgesamt                    | 2× Gold · 2× Platin ·                                                  | 980.000  |

### Fly Me to the Moon
| Land/Region                  | Auszeichnungen für Musikverkäufe (Land/Region, Auszeichnung, Verkäufe) | Verkäufe |
| ---------------------------- | ---------------------------------------------------------------------- | -------- |
| Dänemark (IFPI)              | Gold                                                                   | 45.000   |
| Italien (FIMI)               | Gold                                                                   | 35.000   |
| Neuseeland (RMNZ)            | Platin                                                                 | 90.000   |
| Spanien (Promusicae)         | Platin                                                                 | 60.000   |
| Vereinigtes Königreich (BPI) | Platin                                                                 | 600.000  |
| Insgesamt                    | 2× Gold · 3× Platin ·                                                  | 770.000  |

### Come Fly With Me
| Land/Region                  | Auszeichnungen für Musikverkäufe (Land/Region, Auszeichnung, Verkäufe) | Verkäufe |
| ---------------------------- | ---------------------------------------------------------------------- | -------- |
| Vereinigtes Königreich (BPI) | Silber                                                                 | 200.000  |
| Insgesamt                    | 1× Silber ·                                                            | 200.000  |

### Santa Claus Is Coming to Town
| Land/Region    | Auszeichnungen für Musikverkäufe (Land/Region, Auszeichnung, Verkäufe) | Verkäufe |
| -------------- | ---------------------------------------------------------------------- | -------- |
| Italien (FIMI) | Platin                                                                 | 100.000  |
| Insgesamt      | 1× Platin ·                                                            | 100.000  |

### The Way You Look Tonight
| Land/Region                  | Auszeichnungen für Musikverkäufe (Land/Region, Auszeichnung, Verkäufe) | Verkäufe |
| ---------------------------- | ---------------------------------------------------------------------- | -------- |
| Vereinigtes Königreich (BPI) | Silber                                                                 | 200.000  |
| Insgesamt                    | 1× Silber ·                                                            | 200.000  |

## Auszeichnungen nach Videoalben

### Sinatra – The Main Event
| Land/Region         | Auszeichnungen für Musikverkäufe (Land/Region, Auszeichnung, Verkäufe) | Verkäufe |
| ------------------- | ---------------------------------------------------------------------- | -------- |
| Argentinien (CAPIF) | Platin                                                                 | 8.000    |
| Insgesamt           | 1× Platin ·                                                            | 8.000    |

### Reprise Collection: A Man and His Music
| Land/Region               | Auszeichnungen für Musikverkäufe (Land/Region, Auszeichnung, Verkäufe) | Verkäufe |
| ------------------------- | ---------------------------------------------------------------------- | -------- |
| Vereinigte Staaten (RIAA) | Platin                                                                 | 100.000  |
| Insgesamt                 | 1× Platin ·                                                            | 100.000  |

### Frank Sinatra: Portrait of an Album
| Land/Region               | Auszeichnungen für Musikverkäufe (Land/Region, Auszeichnung, Verkäufe) | Verkäufe |
| ------------------------- | ---------------------------------------------------------------------- | -------- |
| Vereinigte Staaten (RIAA) | Platin                                                                 | 100.000  |
| Insgesamt                 | 1× Platin ·                                                            | 100.000  |

### Live in Japan
| Land/Region     | Auszeichnungen für Musikverkäufe (Land/Region, Auszeichnung, Verkäufe) | Verkäufe |
| --------------- | ---------------------------------------------------------------------- | -------- |
| Brasilien (PMB) | Gold                                                                   | 50.000   |
| Insgesamt       | 1× Gold ·                                                              | 50.000   |

### My Way
| Land/Region                  | Auszeichnungen für Musikverkäufe (Land/Region, Auszeichnung, Verkäufe) | Verkäufe |
| ---------------------------- | ---------------------------------------------------------------------- | -------- |
| Vereinigtes Königreich (BPI) | 3× Platin                                                              | 150.000  |
| Insgesamt                    | 3× Platin ·                                                            | 150.000  |

### Legends in Concert
| Land/Region                  | Auszeichnungen für Musikverkäufe (Land/Region, Auszeichnung, Verkäufe) | Verkäufe |
| ---------------------------- | ---------------------------------------------------------------------- | -------- |
| Vereinigtes Königreich (BPI) | Gold                                                                   | 25.000   |
| Insgesamt                    | 1× Gold ·                                                              | 25.000   |

### Judy, Frank & Dean
| Land/Region                  | Auszeichnungen für Musikverkäufe (Land/Region, Auszeichnung, Verkäufe) | Verkäufe |
| ---------------------------- | ---------------------------------------------------------------------- | -------- |
| Vereinigtes Königreich (BPI) | Gold                                                                   | 25.000   |
| Insgesamt                    | 1× Gold ·                                                              | 25.000   |

## Statistik und Quellen
| Land/RegionAuszeichnungen für Musikverkäufe (Land/Region, Auszeichnungen, Verkäufe, Quellen) | Silber       | Gold       | Platin       | Verkäufe    | Quellen |
| -------------------------------------------------------------------------------------------- | ------------ | ---------- | ------------ | ----------- | --- |
| Argentinien (CAPIF)                                                                          | —            | 3× Gold3   | 3× Platin3   | 208.000     | capif.org.ar (Memento vom 31. Mai 2011 im Internet Archive) AR2 (Memento vom 6. Juli 2011 im Internet Archive) |
| Australien (ARIA)                                                                            | —            | Gold1      | 6× Platin6   | 455.000     | aria.com.au |
| Belgien (BRMA)                                                                               | —            | —          | Platin1      | 50.000      | ultratop.be |
| Brasilien (PMB)                                                                              | —            | 2× Gold2   | Platin1      | 350.000     | pro-musicabr.org.br                                                                                            |
| Dänemark (IFPI)                                                                              | —            | 2× Gold2   | Platin1      | 145.000     | ifpi.dk |
| Deutschland (BVMI)                                                                           | —            | 6× Gold6   | 3× Platin3   | 2.100.000   | musikindustrie.de                                                                                              |
| Europa (IFPI)                                                                                | —            | —          | 3× Platin3   | (3.000.000) | ifpi.org (Memento vom 1. Januar 2014 im Internet Archive)                                                      |
| Frankreich (SNEP)                                                                            | —            | 4× Gold4   | —            | 400.000     | infodisc.fr |
| Griechenland (IFPI)                                                                          | —            | 2× Gold2   | —            | 20.000      | Einzelnachweise                                                                                                |
| Irland (IRMA)                                                                                | —            | 2× Gold2   | —            | 15.000      | irishcharts.ie                                                                                                 |
| Italien (FIMI)                                                                               | —            | 5× Gold5   | 4× Platin4   | 980.000     | fimi.it |
| Kanada (MC)                                                                                  | —            | Gold1      | 6× Platin6   | 650.000     | musiccanada.com                                                                                                |
| Neuseeland (RMNZ)                                                                            | —            | 2× Gold2   | 8× Platin8   | 165.000     | aotearoamusiccharts.co.nz NZ2                                                                                  |
| Österreich (IFPI)                                                                            | —            | Gold1      | Platin1      | 75.000      | ifpi.at |
| Polen (ZPAV)                                                                                 | —            | Gold1      | 2× Platin2   | 70.000      | olis.pl |
| Portugal (AFP)                                                                               | —            | 2× Gold2   | Platin1      | 55.000      | Einzelnachweise                                                                                                |
| Schweden (IFPI)                                                                              | —            | Gold1      | Platin1      | 150.000     | sverigetopplistan.se                                                                                           |
| Schweiz (IFPI)                                                                               | —            | —          | Platin1      | 50.000      | hitparade.ch                                                                                                   |
| Spanien (Promusicae)                                                                         | —            | 7× Gold7   | 5× Platin5   | 710.000     | elportaldemusica.es ES2                                                                                        |
| Vereinigte Staaten (RIAA)                                                                    | —            | 25× Gold25 | 17× Platin17 | 25.900.000  | riaa.com |
| Vereinigtes Königreich (BPI)                                                                 | 17× Silber17 | 16× Gold16 | 17× Platin17 | 9.360.000   | bpi.co.uk |
| Insgesamt                                                                                    | 17× Silber17 | 83× Gold83 | 81× Platin81 |             | |